# شورش طالبان
شورش طالبان شورشی بود که طالبان پس از از دست دادن قدرت در جنگ افغانستان آغاز کرد. در این شورش نیروهای طالبان بر ضد دولت افغانستان تحت رهبری حامد کرزی و بعداً محمداشرف غنی و همچنین نیروهای بین‌المللی کمک به امنیت به رهبری آمریکا، جنگیدند. شورشگری آنها تا حدی از مرز دیورند رد شده و به کشور پاکستان و به ویژه مناطق وزیرستان و خیبر پختونخوا رسید. طالبان جنگ‌های کم شدتی را بر ضد نیروهای امنیت ملی افغانستان و ناتو و همچنین اهداف غیرنظامی انجام دادند. کشورهای منطقه همچون پاکستان، ایران، چین و روسیه، اغلب به کمک مالی و پشتیبانی از گروه‌های شورشی متهم هستند.
رهبر کنونی طالبان هبت‌الله آخندزاده است که رهبر شورای کویته نیز به‌شمار می‌رود. شبکه حقانی، حزب اسلامی گلبدین حکمتیار و گروه‌های کوچک القاعده نیز بخشی از این شورش بودند.
نتیجه این شورش هجوم طالبان در ۲۰۲۱ و فروپاشی دولت افغانستان بود.